# ونرا ۲
```
ونرا ۲
 (
روسی
: 
Венера-2
 به معنای 
زهره 2
)، همچنین به عنوان 
3MV-4 No.4
 شناخته شده یک فضاپیمای 
اتحاد جماهیر شوروی بود
 که قصد کشف 
زهره را داشت
. فضاپیمای 3MV-4 که به عنوان بخشی از 
برنامه ونرا
 پرتاب شد، پس از پرواز به زهره، از آن گذشت و نتوانست داده‌ها را بازگرداند.
```

ونرا ۲ توسط موشک حامل مولنیا پرتاب شد و از سایت ۳۱/۶ پایگاه فضایی بایکونوربه فضا پرتاب شد. این پرتاب در ساعت 05:02 UTC در ۱۲ نوامبر سال ۱۹۶۵ طی سه انجام شد، مرحله اول، قرار دادن فضاپیما و Blok-L مرحله بالا رفتن در مدار زمین قبل از اینکه Blok-L شلیک کند تا ونرا ۲ را به مدار خورشید مرکزی محدود به زهره بکشاند. با حضیض خورشید از ۰٫۷۱۶ AU، اوج از 1.197 AU، خروج از مرکز از ۰٫۲۵۲، تمایل از ۴٫۲۹ درجه و دوره مداری آن ۳۴۱ روز است.
فضاپیمای ونرا ۲ به دوربین‌های مختلف مجهز بود، همچنین به یک ردیاب مغناطیس سنج، خورشیدی و کیهانی، آشکارسازهای پیزوالکتریک، تله‌های یونی، شمارشگر گایگر و گیرنده‌ها برای اندازه‌گیری انتشار رادیوی کیهانی نیز مجهز شده‌است. این فضاپیما نزدیکترین رویکرد خود را به زهره در ساعت 02:52 UTC در ۲۷ فوریه ۱۹۶۶ داشت، که از فاصله ۲۳٬۸۱۰ کیلومتر (۱۴٬۷۹۰ مایل) آن عبور کرد.
در طول پرواز، تمام ابزارهای ونرا ۲ فعال شدند و تماس رادیویی با فضاپیما به حالت تعلیق درآمد. سیستم کاوشگر به این صورت بود که داده‌ها را با استفاده از ضبط کننده‌های پردازنده ذخیره کرده و پس از بازگرداندن اطلاعات، آن را به زمین منتقل کند. پس از پرواز، این فضاپیما نتوانست ارتباطات خود را با زمین برقرار کند و در ۴ مارس ۱۹۶۶ گم شد. بررسی خرابی پیش آمده مشخص کرد که فضاپیما به دلیل نقص در سیستم رادیاتور بیش از حد گرم شده‌است.